# Арнольд, Карл Иванович
Карл Ива́нович Арно́льд (нем. Karl-Johann von Arnold; 1775—1845) — основатель «Московской Практической академии коммерческих наук», крупнейший русский основоположник и теоретик современной системы бухгалтерского учёта.

## Биография
Родился 7 февраля 1775 года в прусском городе Ландек. Первоначальное воспитание получил в ландекской городской школе, затем обучался в данцигской гимназии. По окончании Берлинского университета Арнольд получил вызов из конторы Клейна и Ко, одного из известнейших коммерческих домов в Риге, в который и поступил на службу бухгалтером. Во время работы в Риге он принял Российское подданство. Здесь же в Риге познакомился с Доротеей-Шарлоттой Броун, дочерью обедневшего внука графа Георга Броуна, рижского генерал-губернатора, происходившего из католического ирландского дворянского рода, которая стала его женой.
В 1804 году Карл Иванович Арнольд оставил службу у Клейна и переселился с молодой женой в Москву, где ему удалось завязать знакомства в лучших купеческих кругах. В частности, он стал доверенным лицом «первостатейного купца, коммерции советника» Алексея Алексеевича Куманина. В том же 1804 году, поощряемый покровительством московских купцов, Арнольд решил основать коммерческий пансион с целью «образовать юношей, желающих вступить в коммерческое звание». В 1805 году у него родился первый сын, Иван.
В 1806 году, по ходатайству московских купцов, Александр I удостоил коммерческий пансион Арнольда названием «Московской Практической академии коммерческих наук». Высочайшим указом от 24 апреля 1807 года Карл Иванович Арнольд был определён «директором и установителем Академии», и ему был пожалован чин титулярного советника.
С 13 октября 1809 года, не оставляя Академии, он стал работать ревизором в Русском ассигнационном банке и Московской учётной конторе. В 1810 году за успешное завершение возложенного на него поручения по «обревизованию» Русского ассигнационного банка он, по Высочайшему соизволению, получил в награду 10000 руб. ассигнациями. За оперативное раскрытие запутанных счетов на него обратил внимание тогдашний министр финансов Дмитрий Александрович Гурьев и в сентябре того же 1810 года пригласил Арнольда на службу в Петербург, в Министерство финансов.
Арнольд переехал в Петербург, где продолжилась его карьера, как министерского чиновника. Начав службу ревизором в департаменте Министерства финансов, затем он последовательно занимал следующие должности:
бухгалтер в комиссии снабжения государства солью; старший бухгалтер в департаменте внешней торговли; начальник счетного отделения; начальник комиссариатского департамента военного министерства; начальник архива департамента государственных имуществ.
Был членом петербургской ложи «Петра к истине».
Карл Иванович Арнольд никогда не забывал о своей Академии и регулярно высылал в Москву книги и учебные пособия, ─ однако сама Академия, переданная в руки московского купеческого сообщества, быстро позабыла своего основателя. Имя Карла Ивановича Арнольда не упоминается ни в торжественных речах, ни в изданиях, посвященных юбилеям Московской Практической академии, ни в делах Совета и Педагогического комитета вплоть до 1860 года, когда об Арнольде, наконец-то, вспомнили и, желая почтить память, поместили портрет уже умершего основателя в академической зале.
Вышел в отставку в 1840 году по болезни в чине статского советника с небольшой пенсией в 1500 руб. ассигнациями и кавалером ордена Святого Владимира 3-й степени, что в те времена давало право на дворянство. Поселился со своим семейством в Финляндии, на своей мызе Бракела близ Фридрихсгама, где и умер 23 ноября (5 декабря) 1845 года; был похоронен на фридрихсгамском городском кладбище.

## Интересные факты
- Карл Иванович Арнольд ─ видный российский основоположник и теоретик современной системы бухгалтерского учёта. Он один из первых провёл различие между теорией и практикой бухгалтерского учёта. Под первой он понимал «способность составлять счета, их вести и пересматривать», а под второй ─ «круг всех к счетам принадлежащих дел». Первая выступает как «счетная наука», вторая ─ как «счетная часть». Карл Иванович Арнольд был первым в России автором, привлекшим для объяснения двойной записи математический аппарат. В объяснении двойной записи Арнольд исходил из принципов персонификации, поясняя её системой балансовых уравнений, заимствованных у Э. Т. Джонса. Эти уравнения приводят к определению самого баланса уже не как контрольного действия или документа (таблицы), а как объективно существующего имущественного отношения ─ равновесия «…между моим собственным имуществом и имением, вверенным мне от других людей». В части практической организации учёта Арнольд предложил новую, наиболее удобную форму журнала: дебетуемый счёт, сумма, кредитуемый счёт, описание операции, сумма. Велик вклад Арнольда и в создание русской бухгалтерской терминологии, которой мы пользуемся до сих пор. Он ввел формулу «счёт ─ счёту», которая господствовала в отечественной литературе и практике вплоть до 30-х годов XX века. Это он дал понятие ведомости как учётного регистра, ввёл глагол «сторнировать» и термин «рекапитуляция», как понятие группировки учётных данных. Он же предопределил последующую терминологию бухгалтерского учёта, введя такие термины как «дебет» и «кредит». Карл Иванович Арнольд первым в России выступил с учением о ревизии и методах её проведения. В своих работах он первым привёл исторические сведения по бухгалтерскому учёту и положил начало изучению истории этой науки.
- Карл Иванович Арнольд в последние годы своей жизни сильно нуждался в средствах и в 1843 году обратился за помощью к попечителю Академии князю Дмитрию Владимировичу Голицыну. Попечитель сообщил членам Совета о «жалком положении основателя Академии», на что члены Совета ответили: «…из сумм, Академии собственно принадлежащих, вспомоществования г-ну Арнольду сделать нельзя, и все их пожертвования представляются Академии». Так Академия отблагодарила своего создателя ещё при его жизни. А сам Светлейший князь Голицын в том же году заболел, уехал лечиться во Францию, где в начале следующего 1844 года и скончался.

## Сочинения К. И. Арнольда
- Карманная книга для банкиров и купцов («Taschenbuch für Banquiers und Kaufleute»)/ Изданная К. И. Арнольдом в Митаве: Иждивением сочинителя: Печатана и продается у И. Ф. Штефенгагена и сына, 1804.
- Извещение о практической коммерческой академии в Москве, основанной титулярным советником Карлом Арнольдом. ─ М.: Университетская тип., 1807.
- Самоучитель бухгалтерии / Сочинённый на немецком языке Практической коммерческой академии основателем, титулярным советником Карлом Иоанном Арнольдом и переведенный на российской язык в оной же академии (Василием Козловым и Иваном Находкиным; Ред. А. И. Померанцев). — М.: В вольной типографии, Федора Любия, 1809.
- Опыт гражданской бухгалтерии / Изданный коллежским асессором Карлом Арнольдом, старшим бухгалтером Департамента внешней торговли и Коммисии[sic] снабжения солью государства и учителем бухгалтерии при Горном кадетском корпусе. — СПб.: В типографии Департамента внешней торговли, 1814.
- Мнение о системе тарифа в России / Надворный советник К. Арнольд. — СПб.: При I-м Кадетском корпусе, 1816.
- О системе государственнаго счетоводства / Сочинённой начальником счетнаго отделения Департамента внешней торговли и бухгалтерской экспедиции Придворной его императорскаго величества конторы коллежским советником и кавалером Карлом Арнольдом. — СПб.: в типографии Медицинскаго департамента Министерства внутренних дел, 1823.
- Разные сведения о российской внешней торговле, 1829.
- Перечень письма о состоянии внешней торговли государства российского в последние 18 лет, 1829.
- «Kaufmännische Arithmetik» (Коммерческая арифметика) — осталось в рукописи.

Речи К. И. Арнольда
- Речь о любви к Отечеству / Говоренная в Московской практической коммерческой академии, при публичном испытании юношества, и при постановлении в сей день бюста его сиятельства, г-на министра иностранных дел и коммерции и разных орденов кавалера, графа Николая Петровича Румянцова. / Сочинённая на немецком языке основателем оной академии Карлом Арнольдом, и переведённая на российской язык в оной же академии. Июня 24 го дня 1808 года. — Москва: В Университетской типографии, 1808.
- Речь, сочинённая на немецком языке основателем Практической коммерческой академии Карлом Арнольдом / На случай отбытия из оной академии учеников I-го класа: Исаия Аносова, Павла Жолудева и Василья Коняева. / Говорена при публичном собрании июня 24 дня 1808 года. / Переведена на российской язык в оной же академии. — Москва: В Университетской типографии, 1808.

## Семья
Карл Иванович Арнольд считается родоначальником петербургской дворянской фамилии фон Арнольдов.
Жена ─ Dorothea Charlotte Braun/Browne (Доротея-Шарлотта Броун) ─ (1782, Рига ─ 1860, Санкт-Петербург), из потомков графа Георга Броуна. Их дети:
- Иван (25.09.1805 ─ 26.04.1891);
- Амалия в замужестве фон Юнг-Шиллинг (1806 ─ 1860);
- Эмилия (1806 ─ 1854);
- Александр (1807 ─ 1898);
- Юрий (1.11.1811 ─ 8.07.1898);
- Карл (1812 ─ ?);
- Густав (1813 ─ ?);
- Юлия (1819 ─ ?);
- Фёдор (5.12.1819 ─ 23.02.1902);
- Роземунда (1823 ─ ?);
- Мария (1825 ─ ?).